# Église de Vihanti
L'église de Vihanti (en finnois : Vihannin kirkko) est une église située dans le village  Vihanti  de la municipalité de Raahe  en Finlande.

## Description

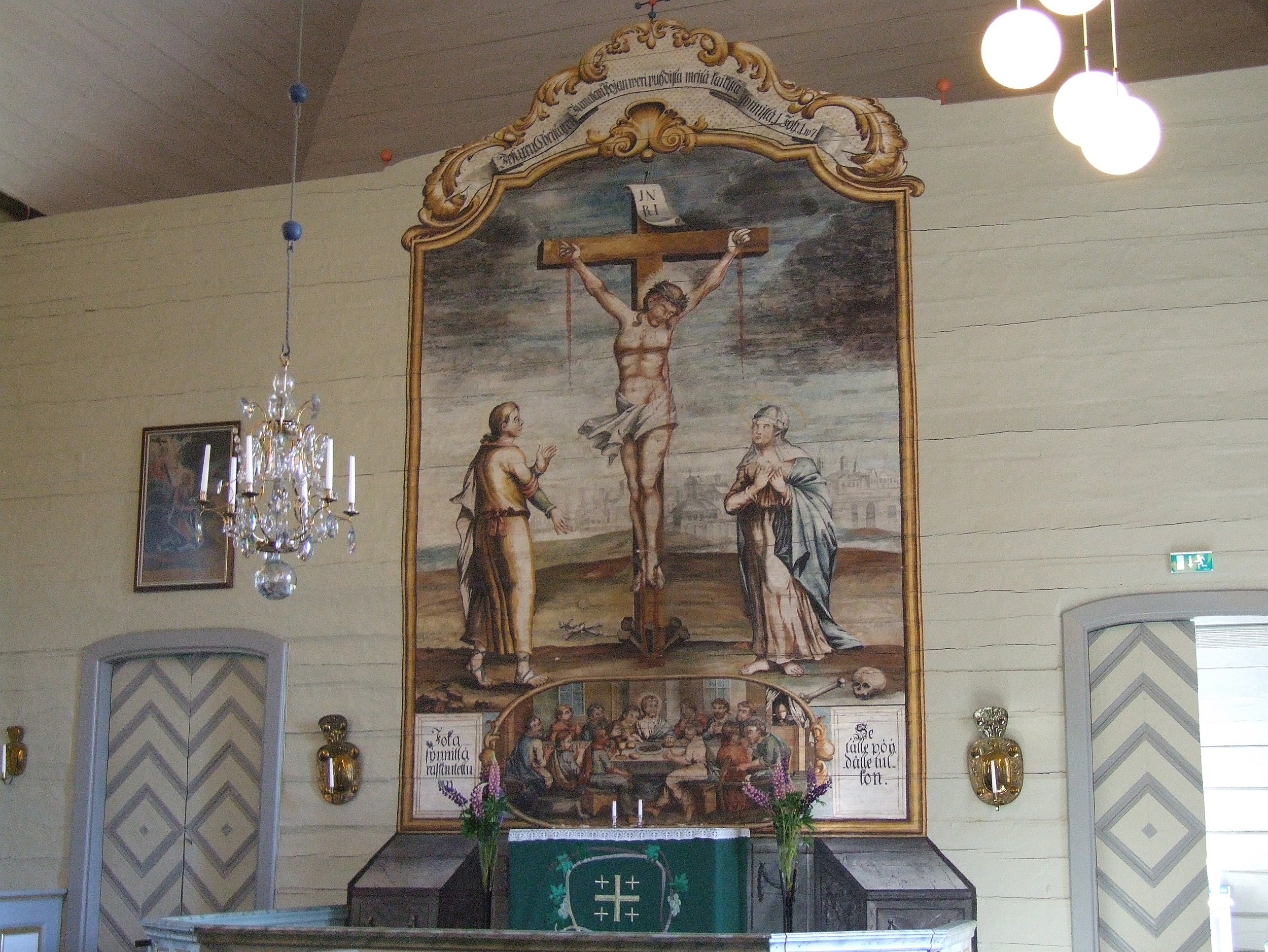
Le retable représentant Jésus sur la Croix peint par Emanuel Granberg.

Conçue par l'architecte Simon Silvén, l'église est inaugurée en le 1er janvier 1784.